# دينيس هوليوود
دينيس هوليوود (بالإنجليزية: Denis Hollywood)‏ (3 نوفمبر 1944 في المملكة المتحدة - ) هو لاعب كرة قدم بريطاني في مركزي الظهير والدفاع. شارك مع منتخب اسكتلندا تحت 21 سنة لكرة القدم. أما مع النوادي، فقد لعب مع نادي بلاكبول ونادي ساوثهامبتون وBasingstoke Town F.C. ‏ ونادي باث سيتي.

## وصلات خارجية
- دينيس هوليوود على موقع قاعدة بيانات كرة القدم.إي يو (الإنجليزية)